# Rindos šaka
Rindos šaka je jedno z ramen delty Němenu, pravé rameno ramene delty Němenu Tiesioji (neplést s ramenem Tiesioji, levou odbočkou ramene Skirvytė). Levé rameno Tiesioji je Vikis. Odděluje ostrov (?) (vlevo) od ostrova Kiemo sala (vpravo). Voda v rameni Rindos šaka teče směrem západním. Šířka tohoto ramene je kolem 70 m.

## Význam názvů
Tiesioji znamená litevsky přímá, Kiemo sala – ostrov dvorku, Briedžių sala – ostrov losů, Rindos šaka: šaka – zde rameno delty; Rinda – místní zeměpisný název (tedy odbočka Rindy), Vikis – název (nepřekládá se); náhodnou shodou okolností je to homonymum slova vikev (Vicia).

## Přítoky
Toto rameno nemá žádné přítoky.
| DELTA NĚMENU Atmata Atšakėlė Aukštumala Aukštumalos protaka Bevardis Bevardė Briedžių Dumblė Kadaginis Kiemo Kniaupas Krokų Lanka Kubilių Kurský záliv Leitė Minija Naikupė Pakalnė Palankys Záliv Prūsinė Purvalankis Ragininkų Rindos šaka Záliv Rindutė Rusnaitė Rusnė (Němen) Rusnė Senoji Skirvytė Skatulė Skirvytė (Severnaja) Šakutė Záliv Šilinė Šventos Elenos Šyša Šyškrantė Tiesioji Trušių Ulmas Uostadvaris Duobelė Upaitis Vidujinė Vikis Vilkinė Vilkinės Vito Vorusnė Voryčia Vytinė Vytinės Uostas Zingelinė |